# Shannon Vreeland
Shannon Vreeland (Saint Louis (Missouri), 15 november 1991) is een Amerikaanse zwemster. Ze vertegenwoordigde haar vaderland op de Olympische Zomerspelen 2012 in Londen.

## Carrière
Tijdens de US Olympic trials 2012 in Omaha eindigde Vreeland als vijfde op de 200 meter vrije slag en kwalificeerde zich door deze prestatie voor de Olympische Zomerspelen van 2012 in Londen als lid van de estafetteploeg op de 4x200 meter vrije slag. In Londen veroverde ze samen met Missy Franklin, Dana Vollmer en Allison Schmitt de gouden medaille op de 4x200 meter vrije slag. Op de wereldkampioenschappen kortebaanzwemmen 2012 in Istanboel sleepte de Amerikaanse samen met Megan Romano, Chelsea Chenault en Allison Schmitt de wereldtitel in de wacht. Op de 4x100 meter vrije slag zwom ze samen met Lia Neal, Allison Schmitt en Olivia Smoliga in de series, in de finale legden Neal en Schmitt samen met Megan Romano en Jessica Hardy beslag op de wereldtitel. Voor haar inspanningen in de series werd Vreeland beloond met de gouden medaille.
Op de wereldkampioenschappen zwemmen 2013 in Barcelona (Spanje) sleepte ze 3 wereldtitels in de wacht: op de 4x100 meter vrije slag won ze de finale samen met Missy Franklin, Natalie Coughlin en Megan Romano. Ook op de 4x200m vrije slag won ze een gouden medaille, aan de zijde van Katie Ledecky, Karlee Bispo en Missy Franklin. Voor haar aandeel in de series kreeg Vreeland ook nog de gouden medaille op de 4x100 meter wisselslag.

## Internationale toernooien
| Jaar | Olympische Spelen | WK langebaan | WK kortebaan                                                          | PanPacs |
| ---- | ----------------- | --- | --------------------------------------------------------------------- | ------- |
| 2012 | 4x200m vrije slag | | 4x100m vrije slag · Vreeland zwom enkel de series · 4x200m vrije slag |         |
| 2013 |                   | 4x100m vrije slag · 4x200m vrije slag · 4x100m wisselslag · Vreeland zwom enkel de series · 8e 100m vrije slag · 7e 200m vrije slag |                                                                       |         |

## Persoonlijke records
Bijgewerkt tot en met 11 augustus 2013
Langebaan
| Afstand         | Tijd    | Datum        | Plaats       |
| --------------- | ------- | ------------ | ------------ |
| 100m vrije slag | 53,83   | 25 juni 2013 | Indianapolis |
| 200m vrije slag | 1.56,76 | 30 juli 2013 | Barcelona    |
| 400m vrije slag | 4.10,42 | 26 juni 2012 | Omaha        |